# Paul Fugère
Pour les articles homonymes, voir Fugère.
Paul Fugère, né à Paris le 26 janvier 1851 et mort à Paris 16e le 1er mars 1920, est un acteur et un artiste lyrique français.

## Biographie
Élève de Louis Péricaud, Paul Fugère a débuté au Théâtre du Château-d'Eau en 1877, dans Le Drapeau tricolore, il crée la P'tiote de Maurice Drack (1879), Hoche; puis à l'Ambigu-Comique, Cabrion, des Mystères de Paris; Le Fils de Porthos, Roger la Honte, La Porteuse de pain, La Policière. Il se consacre à l'opérette et quitte le boulevard pour entrer à la Gaîté où il joue successivement, Le Pays de l'or, La Fée aux chèvres, Les Bicyclistes en voyage, Le Talisman, Les Cloches de Corneville, Surcouf, Rip, Panurge, et La Poupée, Les Saltimbanques, Les Cloches de Corneville, Surcouf, Rip, La Mascotte, Mam'zelle Nitouche dans le rôle de Célestin, La Fille de Madame Angot où il interprète la vivandière.
Selon Comoedia, Paul Fugère quitte le théâtre, en 1911 et devient hôtelier à la Villa Marie-Louise  à Montereau.
Paul Fugère est le frère de Lucien Fugère artiste de l'Opéra-Comique.
À la suite de son décès, Paul Fugère est incinéré et inhumé au columbarium du cimetière du Père-Lachaise (case 2700), mais sa case a été relevée depuis.

## Répertoire
- 1887 : Mathias Sandorf
- 1891 : Le Talisman
- 1891 : Le Petit Poucet
- 1893 : Surcouf[N 1]
- 1893 : Les Bicyclistes en voyage, 5 octobre 1893, Théâtre de la Gaîté[N 2]
- 1894 : Rip, 30 octobre 1894
- 1895 : La Vivandière, 16 avril 1895
- 1895 : Les vingt-huit jours de Clairette, Théâtre de la Gaîté
- 1895 : Panurge, 5 décembre 1895
- 1897 : Mam'zelle Quat'sous, 5 novembre 1897, Théâtre de la Gaîté[N 3]
- 1898 : La Jolie Parfumeuse, Théâtre de la Gaîté
- 1898 : Les Mousquetaires au couvent, 22 septembre 1898, Théâtre de la Gaîté.
- 1898 : La Fille de Madame Angot, 28 octobre 1898, Théâtre de la Gaîté.
- 1900 : Rip, reprise le 21 mai 1900, Théâtre de la Gaîté.
- 1900 : Les vingt-huit jours de Clairette, reprise au Théâtre de la Gaîté
- 1901 : Mam'zelle Nitouche, le 6 novembre 1901, Théâtre du Château d'Eau
- 1905 : La Petit Bohême, théâtre des Variétés

## Théâtre
- 1901 : La Vie en Voyage, création le 30 septembre 1901, Théâtre du Vaudeville.
- 1903 : La Revue des Folies Bergère
- 1904 : Monsieur Polichinelle, théâtre du Châtelet
- 1906 : La Revue du Moulin-Rouge
- 1907 : Vive la Parisienne de Maurice Froyez, 20 janvier 1907, Parisiana
- 1907 : La Revue du centenaire, le 3 mars 1907, Théâtre des Variétés
- 1907 : La Revue à l'eau de...rosse
- 1909 :  Nick Carter d'Alexandre Bisson, Guillaume Livet le 2 novembre 1907, Théâtre de l'Ambigu
- 1909 : L'assommoir de William Busnach et Octave Gastineau
- 1910 : Prostituée, d'Henri Desfontaines d'après Victor Margueritte, au théâtre de l’Ambigu-Comique[4],[5],[6],[7].
- 1913 : Son premier voyage.